# Yōko Matsugane
 (mai 2025).
Si vous disposez d'ouvrages ou d'articles de référence ou si vous connaissez des sites web de qualité traitant du thème abordé ici, merci de compléter l'article en donnant les références utiles à sa vérifiabilité et en les liant à la section « Notes et références ».
Yōko Matsugane (松金 洋子, Matsugane Yōko, née le 26 mai 1982, Kashima, préfecture d'Ibaraki), est une idole japonaise et mannequin de bikinis. Elle est surtout connue pour ses formes généreuses qu'elle exhibe dans moults DVD, magazines, books photo ou dans ses apparitions à la télévision japonaise. Elle fait la une de nombreux magazines en bikini.

## DVD
- Dulcet (2002)
- Spiritual (2002)
- Enrapture (2002)
- Violation (2002)
- Idol one: Melon (2003)
- Idol one: Suika (2003)
- Lolita Paradox (2004)
- Idol one: Fruit box (2004)
- Sweet Y (2004)
- Sweet Pie (2004)
- Gravure Idol DVD (2004)
- Idol one: Tsuki no Kodo (2004)
- Idol one: Taiyo no Yakudo (2004)
- Yoko Matsugane Perfect Collection (2005)
- Tentai DVD Box (2005)
- Yoko Matsugane Perfect Collection Vol.2 (2005)
- Idol one: 5 DVD-Box (2005)
- Shutaisei Densetsu I (2006)
- Shutaisei Densetsu II (2006)
- Body Scandal (2006)
- Chichishigure (2007)
- Ultimate (2007)
- Chichi Gurui (2007)
- Chichi Mamire (2007)
- Idle One: Kindan (2007)
- Idle One: Hojo (2007)
- Houyo Ron (2007)
- Yuuri Morishita x Yoko Matsukane DVD wo Anata ga Produce. Ne Nani Kite Hoshi? Boku no Koibito Hen (2008)
- Yuuri Morishita x Yoko Matsukane DVD wo Anata ga Produce. Ne Nani Kite Hoshi? Costume Play hen (2008)
- Chichi Yure Zanmai (2008)
- Yoko Matsugane 4 Pieces Box (2008)
- Yoko Matsugane Yoga DVD Kenkobi e no Kaikan (2008)
- Yoko Matsugane no Mizugi de Golf - Lesson Hen (2008)
- Ultimate (2008)
- Yoko Matsugane no Mizugi de Golf - Jissen Round Hen (2008)
- Nakugeki Kyonyu Keiho Hatsurei (2008)
- Hoyoron (2008)
- Bakusho - Paishicho 24zi (2008)